# Sangre y arena (película de 1922)
Sangre y arena (Blood and Sand) es una película muda estadounidense de 1922 que daría origen a dos remakes: uno en 1941 y otro en 1989. Está basada en la novela del mismo título, obra de Vicente Blasco Ibáñez.

## Sinopsis
Juan Gallardo (Rodolfo Valentino) pretende triunfar como torero. Tras casarse con su prometida lo logra, pero entonces encuentra a otra mujer.